# 四分暦
四分暦（しぶんれき）は、
1. 中国暦のなかで太陽年の長さを365と4分の1日とする四分法にもとづく暦法のこと。古六暦・戦国四分暦・後漢四分暦などがこれに当たる。
2. 中国暦の一つで、後漢・三国時代に施行されていた暦法。以下詳説する。

四分暦（しぶんれき）は、後漢の章帝の元和二年（85年）より施行された太陰太陽暦による暦法。他の四分暦と区別するとき、特に後漢四分暦（ごかんしぶんれき）といわれる。編訢（へんきん）や李梵によって編纂された。後漢では末年の延康元年（220年）までの136年間、三国時代、魏では17年、呉では1年、蜀では43年間、使用された。
19年7閏月の章法を採用し、1太陽年を365+1/4（＝365.25）日、1朔望月を29+499/940（≒29.53085）日とする。